# Герб Шахтёрского района
Герб Шахтёрского района — официальный символ Шахтёрского района Донецкой области, утверждённый сессией Шахтёрского районного совета.

## Описание герба
Герб — официальная эмблема района, являющийся геральдическим щитом в форме короны, с двумя симметричными выемками в верхней её части. Слева и справа щита — корона, обрамленная пшеничными колосьями, которые будто растут из кукурузных стеблей.
Ниже перехват стеблей прикрывается слегка приспущенной, с изгибами, лентой жёлто-голубого цвета с надписью «Шахтёрский район». Верхняя часть щита небесно-голубого цвета с контурами белесых облаков. Нижняя — зелёного цвета со слегка выделенными бороздами и силуэтом трактора. С края щита выходит часть соцветия подсолнечника с желтыми листьями и контурное изображение в тёмном цвете элементов мемориального комплекса «Саур-Могила» (статуя воина-победителя и стела с теневым отражением).